# Критична маса

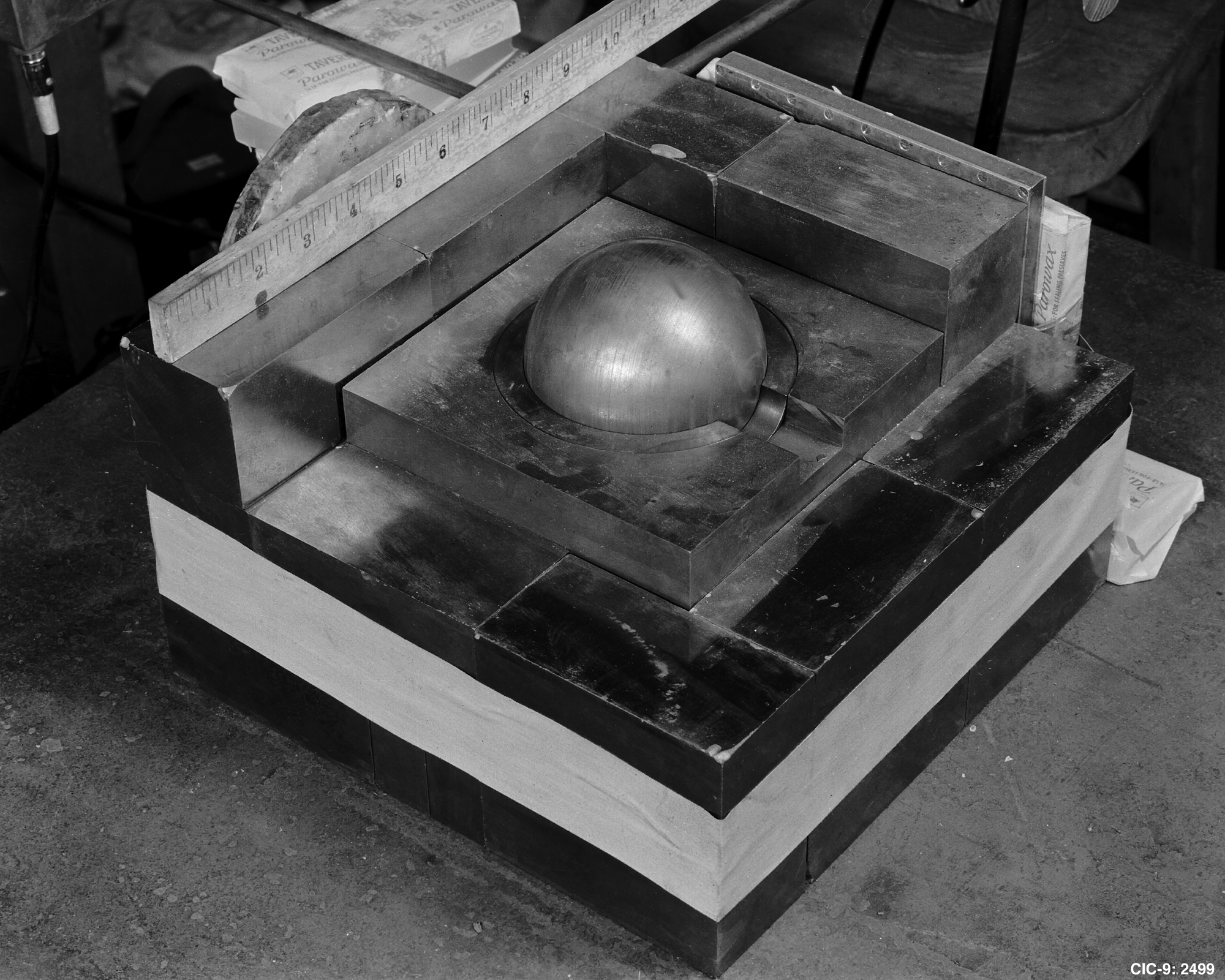
Плутонієва сфера (макет), оточена блоками, що відбивають нейтрони з карбіду вольфраму. Реконструкція пристрою 1945 року для визначення критичної маси

Критична маса — у ядерній фізиці мінімальна кількість речовини, що ділиться, яка потрібна для початку самопідтримуваної ланцюгової реакції поділу. Ефективний коефіцієнт розмноження нейтронів у такій кількості речовини дорівнює одиниці. Розміри, що відповідають критичній масі, також називають критичними.
Величина критичної маси залежить від властивостей речовини (таких, як переріз реакції поділу та радіаційного захвату), від густини, кількості домішок, форми виробу, а також від оточення. Наприклад, наявність відбивачів нейтронів може суттєво зменшити критичну масу.
У ядерній енергетиці параметр критичної маси є визначним під час конструювання та розрахунків різноманітних приладів, що використовують у своїй конструкції ізотопи або суміші ізотопів елементів, здатних в певних умовах до ядерного поділу з виділенням колосальної кількості енергії. Наприклад, при проектуванні потужних радіоізотопних генераторів в яких використовується як паливо уран чи трансуранові елементи, параметр критичної маси обмежує потужність такого приладу. У розрахунках та виробництві ядерної та термоядерної зброї параметр критичної маси істотним чином впливає як на конструкцію вибухового пристрою, так і на його вартість та терміни зберігання. У випадку проектування та будівництва атомного реактора, параметри критичної маси також обмежують як мінімальні, так і максимальні розміри майбутнього реактору.
Найменшу критичну масу мають розчини солей чистих нуклідів, що діляться, у воді з водяним відбивачем нейтронів. Для 235U критична маса дорівнює 0,8 кг, для 239Pu — 
0.5 кг, для 251Cf — 10 г.

## Критичний розмір
Критична маса {\displaystyle M} пов’язана з критичною довжиною {\displaystyle l} {\displaystyle ~M\sim l^{x}}, де x залежить від форми зразка та перебуває у межах від 2 до 3. Залежність від форми пов’язана з витоком нейтронів через поверхню: що більша поверхня, то більші втрати нейтронів і більша критична маса. Мінімальну критичну масу мають зразки у формі кулі.